# Journiac
Journiac är en kommun i departementet Dordogne i regionen Nouvelle-Aquitaine i sydvästra Frankrike. Kommunen ligger i kantonen Le Bugue som tillhör arrondissementet Sarlat-la-Canéda. År 2022 hade Journiac 481 invånare.

## Befolkningsutveckling
Antalet invånare i kommunen Journiac
Referens:INSEE